# Motore marino

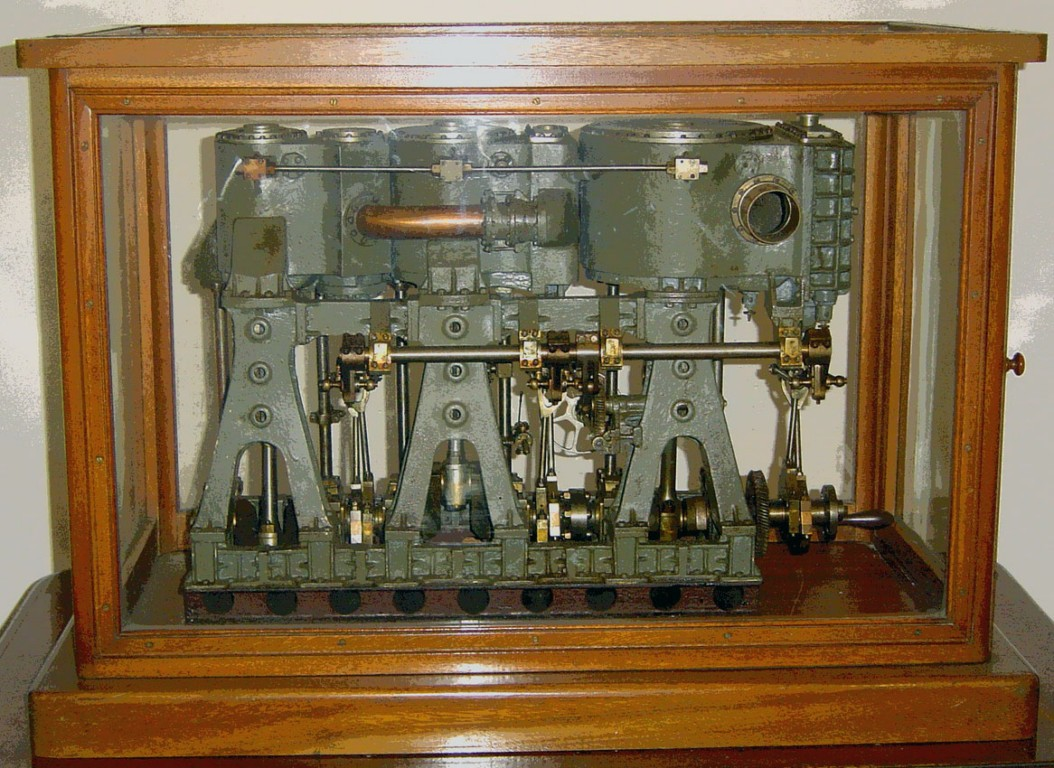
Modello in ferro della macchina di propulsione dell'incrociatore Vasco da Gama (1902) costruito nel Cantiere navale fratelli Orlando di Livorno

Il motore marino è un motore a combustione interna, a 2 tempi (modernamente Diesel tipo Sulzer con luci di aspirazione nella parte bassa del cilindro e valvola di scarico in testa a comando idraulico), sia 4 tempi a ciclo otto o diesel, o elettrico generalmente utilizzato per la propulsione di mezzi nautici e navali quali barche, motoscafi, navette, navi, gommoni e tutti i vari mezzi (imbarcazioni) che necessitano di propulsione del tipo ad elica (passo fisso / variabile), ad idrogetto, Azipod, Voith.

## Descrizione
Viene chiamato marino perché per essere utilizzato viene, come si dice in termini nautici, marinizzato, cioè essendo generalmente un motore utilizzato per uso terrestre (potenza sino a 500 KW), quindi dotato di impianto di raffreddamento a liquido con radiatore, il motore per essere usato a bordo di imbarcazioni e in ambienti prevalentemente chiusi viene modificato ed adattato al raffreddamento con acqua prelevata, attraverso una pompa di circolazione di tipo rotativo/centrifuga, dalla parte inferiore dello scafo (piccoli motori) o dalla "presa mare" per le grandi navi). Nei grandi motori navali esistono due circuiti di raffreddamento. Quello primario (raffreddamento delle camicie dei cilindri) a ciclo chiuso ad acqua distillata o comunque dissalata demineralizzata, quello secondario a ciclo aperto che attraverso uno scambiatore di calore, in cui il fluido "primario" proveniente dal motore, viene refrigerato dall'acqua di mare proveniente dalla presa mare. Il circuito secondario, quindi, sia che si tratti di acqua salata o dolce nel caso che il mezzo navighi in mare,  lago o fiume, raffredda attraverso uno scambiatore di calore il liquido di raffreddamento del blocco motore.
Viene inoltre ulteriormente protetto e dotato di componenti più resistenti alla corrosione ed in acciaio inossidabile, verniciato con vernici più resistenti all'azione corrosiva delle intemperie e dell'acqua salata.
I motori marini si dividono generalmente in tre principali categorie:
- Motore fuoribordo
- Motore entrobordo
- Motore entrofuoribordo